# Anemia brandegeea
Anemia brandegeea là một loài dương xỉ trong họ Anemiaceae. Loài này được Davenp. mô tả khoa học đầu tiên năm 1905.